# خالد البریکی
خالد ناصر فضیل البریکی بازیکن فوتبال عمانی است که در پست دفاع برای تیم فوتبال النصر در لیگ حرفه‌ای فوتبال عمان بازی می‌کند. وی بیشتر با نام خالد البریکی شناخته می‌شود.